# Borremose

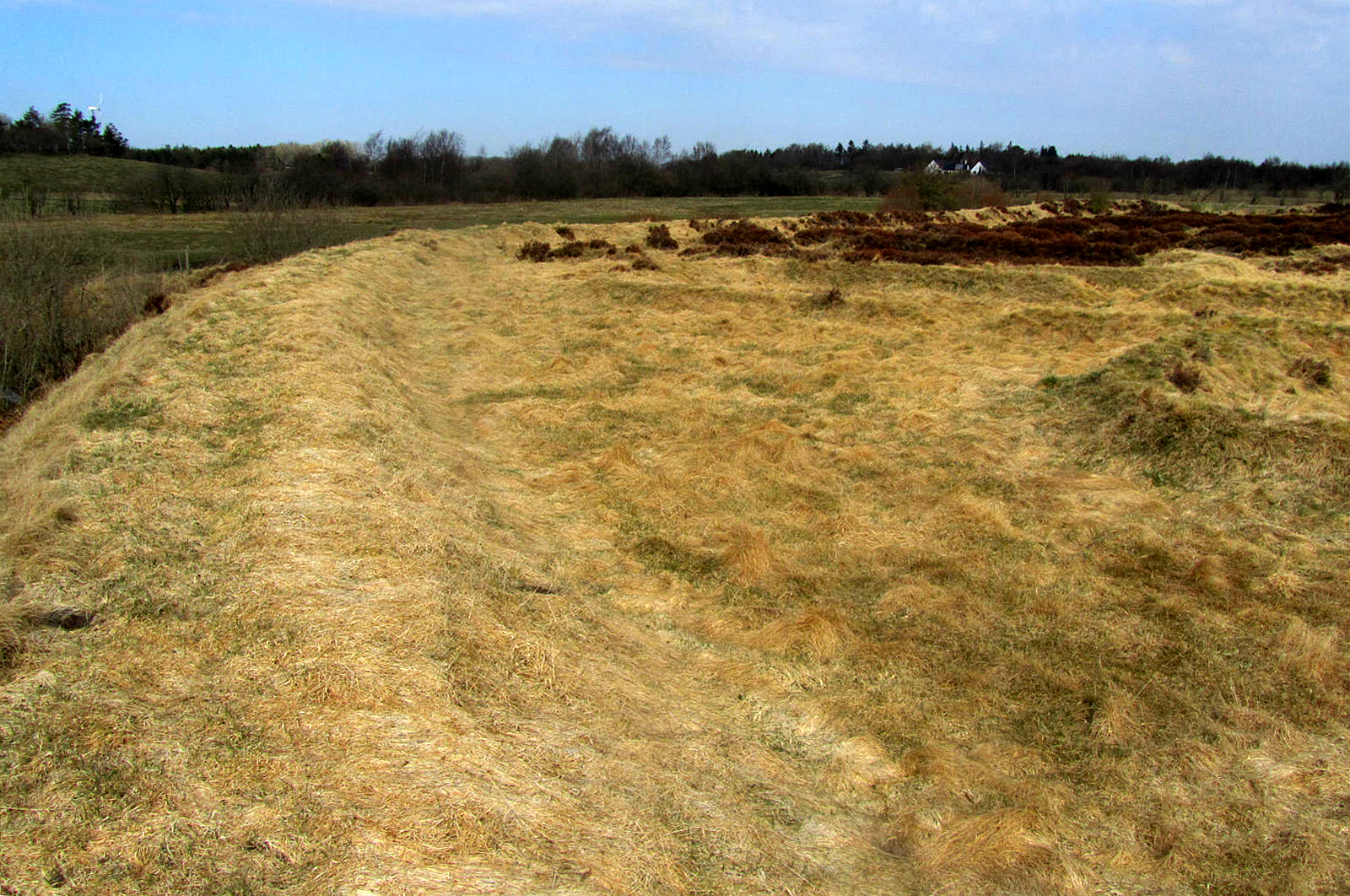
Levée de terre autour du site fortifié de Borremose.

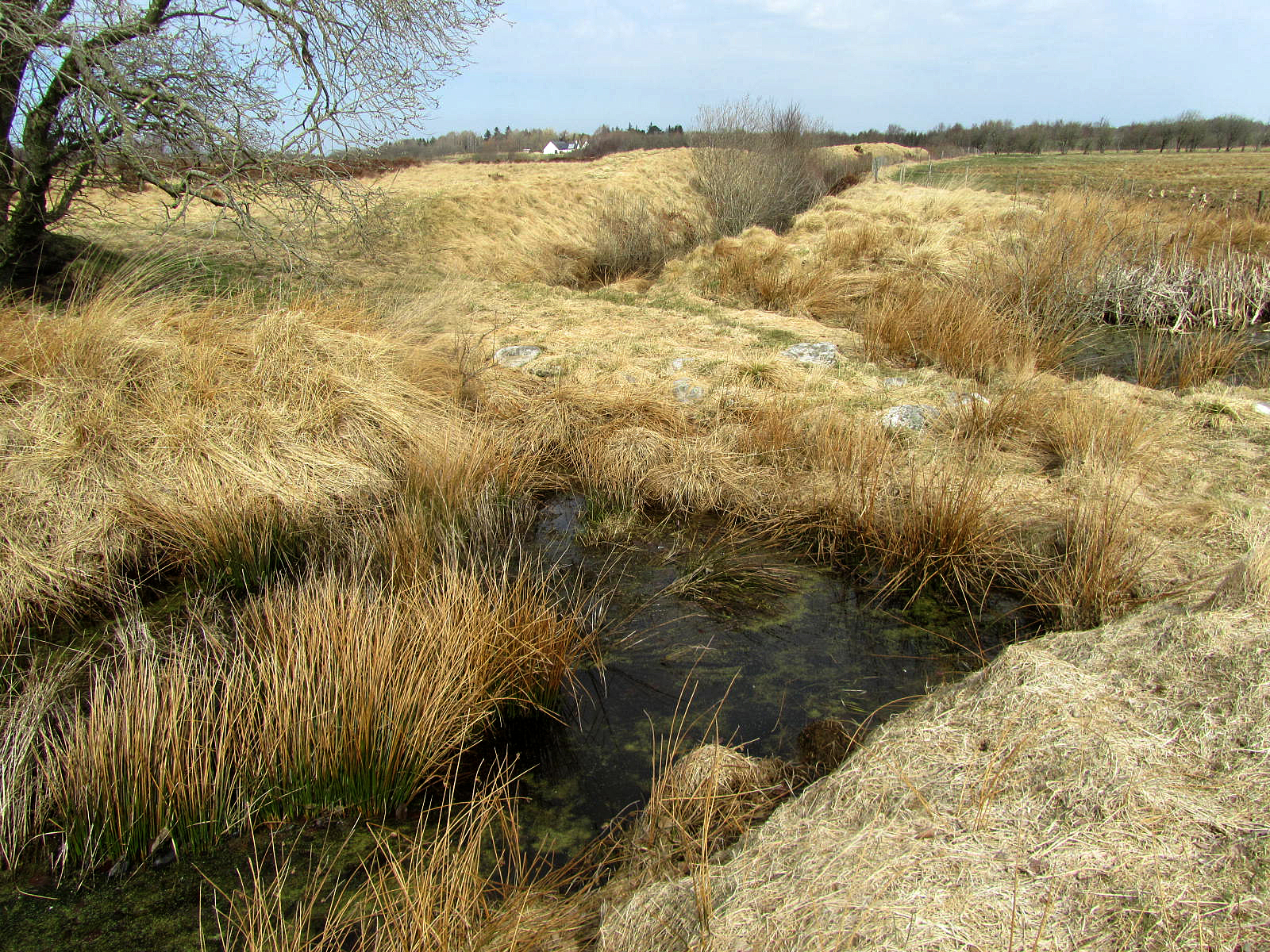
Ancien chemin, tracé à travers le fossé artificiel de l'Âge du fer, à Borremose. Il reste visible et utilisable après restauration.

Borremose est une tourbière surélevée du centre du Himmerland, au Danemark, au sud-est de la ville d'Aars. Le nom se comprend directement comme la tourbière (mose) de Borre, où Borre pourrait dériver de l'ancien mot burgh, au sens de place fortifiée, comme dans de nombreux autres noms de lieux du Danemark.
La partie nord de la tourbière, fortement envahie de nos jours par les arbres et arbustes, est inaccessible dans la plupart des endroits. De plus, en raison de l'exploitation industrielle de la tourbe pendant et après la Seconde Guerre mondiale, une grande partie de la tourbière a été convertie en lacs.

## Historique

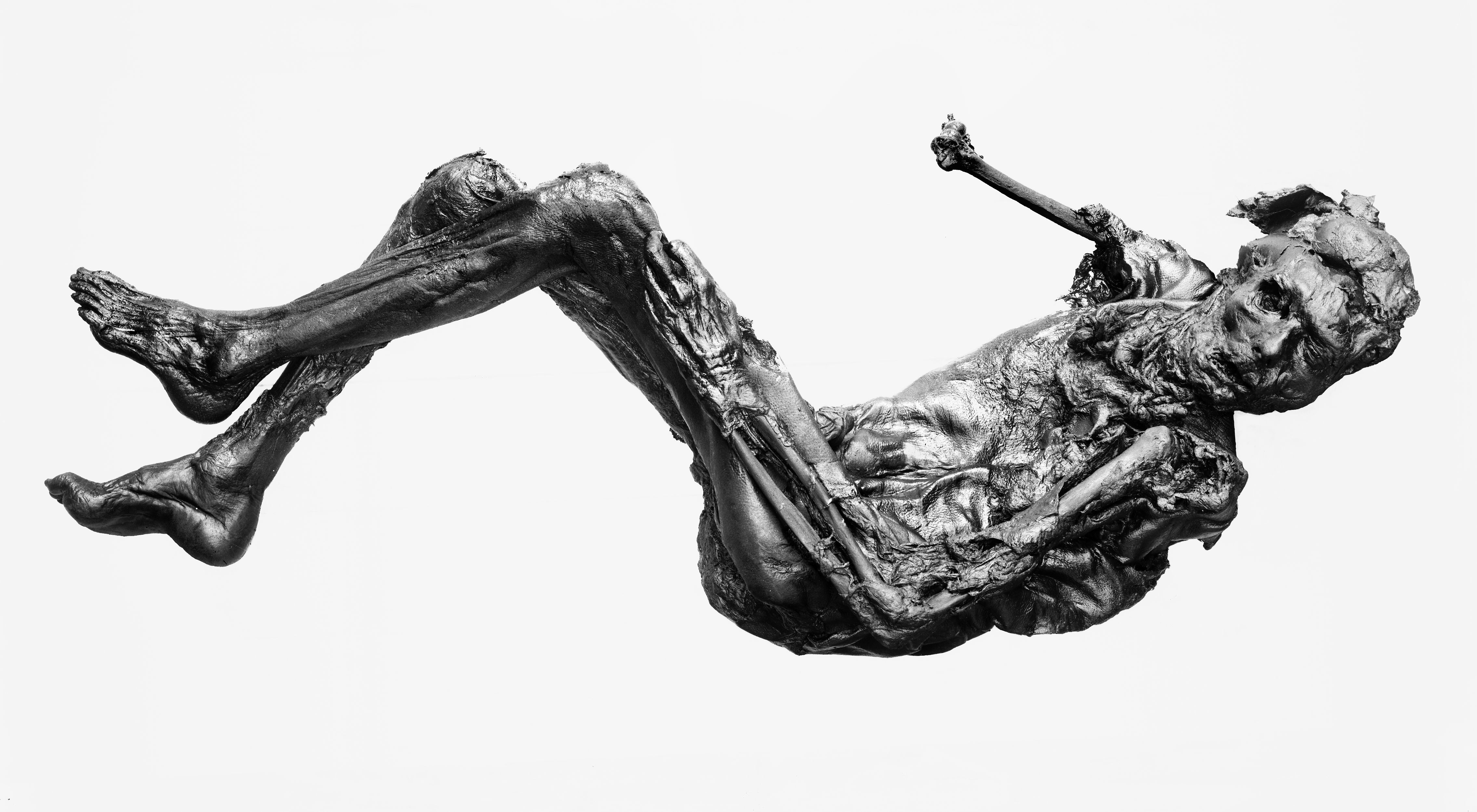
L'homme de Borremose, découvert à Borremose, avec des animaux sacrifiés et des ex-voto.

Visage de l'homme de Borremose

Borremose est connu pour être le site de découverte d'au moins trois hommes des tourbières de la fin de l'Âge du bronze (fouilles dirigées par (Thorvildsen 1947) et (Glob 1969) et d'un habitat fortifié (fouilles de Martens, 1994).

## Fort de Borremose
Borremose est identifié comme un ancien site fortifié datant de l'époque pré-romaine de l'Âge du fer (400 - 100 avant J.-C.) ((Martens 1994), (Martens 2004) (Martens 2007) (Martens 2010)). Établie au cours du IVe siècle av. J.-C., cette structure est l'une des plus grandes de ce genre dans le Nord de l'Europe, mais elle a été abandonnée au cours du IIe siècle av. J.-C., après que les maisons eurent été incendiées et l'ensemble du site entièrement rasé. La zone a été utilisée à des fins agricoles au cours du Ier siècle de notre ère, puis elle a été abandonnée et laissée à la tourbière. Le site a été redécouvert en 1929 lorsque la tourbière a été transformée en terre arable.
Le site fortifié de Borremose est composé d'un banc de gravier de 140 x 90 m, entouré d'un fossé et de monticules de terre du côté intérieur, et relié à la terre ferme par 150 m d'une route pavée artificielle. Le fossé, long de 450 m, est large de 4 m, profond de 1,5 m, avec un fond plat. L'établissement se composait de ce qui semble être des maisons ordinaires, en longueur et dépourvues d'étables. La surface était tout juste suffisante pour accueillir une vingtaine de ces maisons longues en même temps. Après la fouille, les sites des maisons ont été marqués avec des bandes de gazon, de sorte que le plan de l'établissement reste visible pour le visiteur d'aujourd'hui ; de plus, les fossés ont été vidés et les murs reconstruits.
Longtemps, la fortification de Borremose fut la seule connue de l'Âge de fer en Scandinavie, jusqu'à ce qu'une construction similaire fût découverte à Lyngsmose, près de Ringkøbing, dans l'ouest du Jutland, en 1999. Aussi de telles structures sont-elles parfois appelées « fortifications de Borremose », quelle que soit leur localisation.

## Alentours
Les terres autour de Borremose ont révélé plusieurs établissements de l'Âge du fer nordique et, à quelques kilomètres au sud-est de la tourbière, le village d'Østerbølle a été reconstitué, avec neuf maisons longues et quelques autres petites maisons.
On trouve près de la tourbière un certain nombre de tumulus de l'Âge du bronze danois, ainsi que des tombes de l'Âge du fer.

## Découvertes archéologiques
C'est dans la tourbière de Rævemosen, située à moins de 1 km au nord de Borremose, que le célèbre chaudron d'argent de Gundestrup a été trouvé  en 1891. Un chaudron de bronze étrusque, daté de 300 av. J.-C., a également été mis au jour à proximité de la tourbière de Mosbæk, en 1875.
À l'origine, Borremose était beaucoup plus grand que ce qu'il est aujourd'hui, et les deux tourbières de Rævemosen et de Mosbæk faisaient partie intégrante de la tourbière de Borremose. Malgré l'inaccessibilité de la tourbière de Borremose, elle reste un site prometteur de nombreuses découvertes pour l'avenir.

## Conservation
Certains artéfacts - copies ou originaux - provenant de Borremose se trouvent exposés au musée de la ville d'Aars. Le musée présente de nombreuses autres découvertes intéressantes de l'Ouest du Himmerland, comme le plus ancien crâne humain connu de Scandinavie, âgé de 10 000 ans et appartenant à la culture du Maglemosien.

## Dans la littérature
La tourbière de Borremose apparaît dans plusieurs fictions de la littérature danoise :
- Ebbe Kløvedal Reich, Fæ og frænde (1977)
- Børge Børresen, Kimbrerborgen, Gyldendal (1948)
- Børge Børresen, Kimbrertoget, Gyldendal (1949)